# Extracelluláris mátrix
A biológiában az extracelluláris mátrix (ECM), más néven intercelluláris mátrix (ICM), egy olyan hálózat, amely extracelluláris makromolekulákból és ásványi anyagokból, például kollagénből, enzimekből, glikoproteinekből és hidroxiapatitból áll, amelyek szerkezeti és biokémiai támogatást nyújtanak a környező sejteknek. Mivel a többsejtűség egymástól függetlenül fejlődött ki a különböző többsejtű vonalakban, az ECM összetétele többsejtű szerkezetenként változik; azonban a sejtadhézió, a sejt-sejt kommunikáció és a differenciálódás az ECM közös funkciói.
Az állati extracelluláris mátrix magában foglalja az intersticiális mátrixot és az alapmembránt. Az intersticiális mátrix különböző állati sejtek között van jelen (azaz az intercelluláris terekben). Poliszacharidokból és rostos fehérjékből álló gélek töltik ki az intersticiális teret, és kompressziós pufferként működnek az ECM-re nehezedő stressz ellen. Az alapmembránok az ECM lapszerű lerakódásai, amelyeken különböző hámsejtek fekszenek. Az állatokban minden kötőszövettípusnak van egy ECM-típusa: a kollagénrostok és a csont ásványi anyagok alkotják a csontszövet ECM-jét; a retikuláris rostok és az őrölt anyag alkotják a laza kötőszövet ECM-jét; a vérplazma pedig a vér ECM-je.
A növényi ECM a bonyolultabb jelzőmolekulák mellett sejtfalkomponenseket is tartalmaz, például cellulózt. Egyes egysejtű szervezetek többsejtű biofilmeket vesznek fel, amelyekben a sejtek elsősorban extracelluláris polimer anyagokból (EPS) álló ECM-be vannak beágyazva.